# Prunus pseudoprostrata
Prunus pseudoprostrata — вид квіткових рослин із підродини мигдалевих (Amygdaloideae).

## Біоморфологічна характеристика
Це низькорослий, сильно гіллястий листопадний кущ з вузлуватими, іноді лежачими гілками і тонкими, короткими, густо запушеними пагонами.

## Поширення, екологія
Ареал: Афганістан, Іран, Туркменістан. Населяє кам'янисті та гальково-кам'янисті схили гір, у чагарникових заростях.

## Використання
Рослина збирається з дикої природи для місцевого використання як їжі. Плоди вживають сирими чи приготовленими. Оскільки вони досить стійкі до посухи, види цієї секції можуть становити інтерес як посухостійкі підщепи та як джерела посухостійких сортів шляхом схрещування з культурними сортами вишні. Вони також можуть бути корисними в незрошуваних районах вирощування фруктів як підщепа для перещеплення культивованими сортами.